# Zaliznyj Mist
Zaliznyj Mist (ukr. Залізний Міст) – wieś na Ukrainie, w obwodzie czernihowskim, w rejonie nowogrodzkim, w hromadzie Semeniwka. W 2001 liczyła 344 mieszkańców.